# 比尤納維斯塔 (印地安納州哈里森縣)
比尤納維斯塔（英語：Buena Vista）是位於美國印第安納州哈里森縣的一個非建制地區。該地區建於1850年。當地的名字來自於美墨戰爭中的一場戰役。